# Eddie Gustafsson
Douglas Edward Alexander Gustafsson McIntosh (ur. 31 stycznia 1977 w Filadelfii) – szwedzki piłkarz występujący na pozycji bramkarza.

## Kariera klubowa
Gustafsson profesjonalną karierę rozpoczynał w IFK Sztokholm. W jego pierwszej drużynie grał w latach 1993-1994 i w tym czasie rozegrał tam pięć spotkań. W 1995 roku przeszedł do IFK Norrköping, grającego w ekstraklasie. Przez pierwsze trzy sezony pełnił tam rolę rezerwowego. Od początku sezonu 1998 stał się pierwszym bramkarzem Norrköping. Spędził tam jeszcze cztery lata. W sumie rozegrał tam 86 spotkań.
W 2002 roku podpisał kontrakt z norweskim Molde FK. W pierwszej lidze norweskiej zadebiutował tam 21 kwietnia 2002 w zremisowanym 1:1 meczu z Odds BK. Od początku gry w Molde był tam podstawowym bramkarzem. W pierwszym sezonie jego klub wywalczył wicemistrzostwo Norwegii. Dzięki temu w następnym sezonie występował w Pucharze UEFA. Dotarł tam do drugiej rundy, gdzie uległ w dwumeczu 1:5 Benfice Lizbona. W Molde Gustafsson spędził łącznie trzy sezony i zagrał tam w 71 ligowych meczach.
W 2005 roku przeszedł do innego pierwszoligowca - Hamarkameratene. Zawodnikiem tego klubu był przez jeden sezon. Rozegrał tam 26 ligowych spotkań, a potem odszedł do Lyn Fotball, również grającego w pierwszej lidze norweskiej. Tam zadebiutował 2 lipca 2006 w wygranym 2:1 ligowym spotkaniu z Fredrikstadem. W Lyn przez trzy lata, wystąpił w 63 ligowych meczach.
W styczniu 2009 podpisał kontrakt austriackim Red Bull Salzburg. Pierwszy występ w austriackiej Bundeslidze zanotował 22 lutego 2009 w wygranym 2:1 pojedynku z Rapidem Wiedeń. W sezonie 2008/2009 zdobył z klubem mistrzostwo Austrii.
W kwietniu 2010 roku podczas meczu austriackiej Bundesligi doznał kontuzji. W czasie starcia z napastnikiem Linzu Lukasem Kraglem, doznał wielokrotnego złamania kości piszczelowej w lewej nodze. W 2014 zakończył karierę.

## Kariera reprezentacyjna
Gustafsson był reprezentantem Szwecji U-18 oraz U-21. W kadrze seniorskiej zadebiutował 31 stycznia 2000 w wygranym 1:0 towarzyskim meczu z Danią.